# Nacionalno prvenstvo ZDA 1957
Nacionalno prvenstvo ZDA 1957 v tenisu.

## Moški posamično
Malcolm Anderson :  Ashley Cooper  10-8 7-5 6-4

## Ženske posamično
Althea Gibson :  Louise Brough Clapp  6-3, 6-2

## Moške dvojice
Ashley Cooper /  Neale Fraser :  Gardnar Mulloy /  Budge Patty 4–6, 6–3, 9–7, 6–3

## Ženske dvojice
Louise Brough /  Margaret Osborne :  Althea Gibson /  Darlene Hard 6–2, 7–5

## Mešane dvojice
Althea Gibson /   Kurt Nielsen :  Darlene Hard /  Bob Howe 6–3, 9–7